# Уравнение Шрёдера
Названо в честь Эрнста Шрёдера. Это уравнение на собственные значения для оператора композиции
{\displaystyle \Phi (P(z))=p\Phi (z),\ \ \ \forall z},
где {\displaystyle \Phi } искомая неизвестная функция, {\displaystyle p} фиксированное собственное число, a {\displaystyle P} заданное 'ядро' оператора композиции. Уравнение применяется в нелинейной и хаотической динамике, в теории турбулентности, и в задачах, где возникают многократные функциональные композиции и самоподобные структуры.

## Решение уравнения Шрёдера
В общем случае решение выписать аналитически не удастся, поскольку уравнение так же сложно как и родственное ему Уравнение Абеля. Вот некоторые частные случаи
{\displaystyle P(z)=4z(1-z),\ \ p=4\ \ \Longrightarrow \ \ \Phi (z)=(\arcsin {\sqrt {z}})^{2},}
{\displaystyle P(z)=2z(1-z),\ \ p=2\ \ \Longrightarrow \ \ \Phi (z)=\ln(1-2z),}
{\displaystyle P(z)={\frac {z}{2-z}},\ \ p={\frac {1}{2}}\ \ \Longrightarrow \ \ \Phi (z)={\frac {z}{1-z}}.}
По поводу данных примеров, и их практического значения, см..
Если функция {\displaystyle P(z)} задана в виде ряда по степеням {\displaystyle z}, то зачастую возможно выписать ряд и для решения {\displaystyle \Phi (z)}.
Существуют некоторые общие результаты относительно существования решения уравнения Шрёдера. Например, если {\displaystyle a} неподвижная ({\displaystyle P(a)=a}) и притягивающая ({\displaystyle 0<|P'(a)|<1}) точка для аналитического отображения {\displaystyle P(z)}, то уравнение Шрёдера имеет решение с собственным числом {\displaystyle p=P'(a)}.

## Некоторые применения уравнения Шрёдера

#### Группа итераций.
С помощью {\displaystyle \Phi (z)} можно обобщить функциональные композиции {\displaystyle P_{t}(z)=P\circ P\circ ...\circ P(z)} (итерация {\displaystyle t} раз) с дискретного параметра {\displaystyle t} на непрерывный
{\displaystyle P_{t}(z):=\Phi ^{-1}(p^{t}\Phi (z)).}
Например, при {\displaystyle t=1/2} мы получаем функциональный квадратный корень, который удовлетворяет уравнению {\displaystyle P_{\frac {1}{2}}(P_{\frac {1}{2}}(z))=P(z)}.

#### Отношения вероятностей редких событий.
Пусть 
{\displaystyle P(z)=p_{1}z+p_{2}z^{2}+p_{3}z^{3}+...,\ \ \ p_{1}\neq 0}
производящая функция для ветвящегося процесса Гальтона-Ватсона {\displaystyle X_{t+1}=\sum _{j=1}^{X_{t}}\xi _{j}^{(t)},\ X_{0}=1}, в котором хотя бы одна частица выживает ({\displaystyle p_{0}=0}). Соответственно, все {\displaystyle \xi _{j}^{(t)}} независимы и одинаково распределены, с дискретной характеристической функцией {\displaystyle P(z)}. Тогда, если {\displaystyle p_{1}\neq 1}, рост популяции будет экспоненциальный. Тем не менее, вероятность того, что на каждом шаге будет лишь одна частица, не нулевая {\displaystyle \mathbb {P} (X_{t}=1)=p_{1}^{t}\neq 0}. Можно даже определить отношения редких событий в пределе и их генерирующую функцию
{\displaystyle \varphi _{n}:=\lim _{t\to +\infty }{\frac {\mathbb {P} (X_{t}=n)}{\mathbb {P} (X_{t}=1)}},\ \ \ \Phi (z):=\varphi _{1}z+\varphi _{2}z^{2}+\varphi _{3}z^{3}+....}
Тогда {\displaystyle \Phi (z)} будет удовлетворять уравнению Шрёдера с начальными условиями
{\displaystyle \Phi (P(z))=p_{1}\Phi (z),\ \ \ \Phi (0)=0,\ \ \ \Phi '(0)=1.}

##### Обобщённое (интегральное) уравнение Шрёдера.
Если в предыдущем примере предположить, что на каждом шаге ветвление происходит не с фиксированными вероятностями, определяемыми единственной характеристической функцией {\displaystyle P(z)}, а характеристические функции выбираются случайно среди {\displaystyle P_{r}(z)}, где {\displaystyle r} принадлежит некоторому вероятностному пространству {\displaystyle (R,\mu )}, то тогда уравнение для генерирующей функции отношения редких событий примет вид
{\displaystyle \int _{R}\Phi (P_{r}(z))\mu (dr)=\Phi (z)\int _{R}p_{1r}\mu (dr),\ \ \ \Phi (0)=0,\ \ \ \Phi '(0)=1.}
В случае одноточечного вероятностного пространства, обобщённое интегральное уравнение обращается в классическое уравнение Шрёдера.